# L'Occident (film, 1928)
Pour plus de détails, voir Fiche technique et Distribution.
L'Occident est un film français muet réalisé en 1927 par Henri Fescourt, sorti en 1928.

## Synopsis
Le film conte les amours d'une jeune Marocaine, Hassina, et d'un officier français.

## Fiche technique
- Titre : L'Occident
- Réalisation : Henri Fescourt, assisté de Armand Salacrou
- Scénario : Henry Kistemaeckers, d'après sa pièce
- Décors : Robert Gys et Juliette Billard
- Photographie : Georges Lafont
- Montage : Jean-Louis Bouquet
- Production: Société des Cinéromans - Films de France
- Distribution : Pathé Consortium Cinéma
- Pays de production : France
- Format : noir et blanc - muet  -  1,33:1
- Durée : inconnue
- Date de sortie : 
  - France : 26 septembre 1928

## Distribution
- Claudia Victrix
- Jaque-Catelain
- Lucien Dalsace
- Hugues de Bagratide
- Pierre Labry